# Хуссейн, Миян Аршад
Миян Аршад Хуссейн (англ. Mian Arshad Hussain; 9 января 1910 — 4 октября 1987) — пакистанский государственный деятель. Был 9-м министром иностранных дел Пакистана.

## Политическая деятельность
В 1965 году Миян Аршад Хуссейн занимал должность Верховного комиссара Пакистана в Дели. 4 сентября 1965 года Хуссейн отправил информацию в Исламабад через турецкое посольство сообщив, что индийцы собрались напасть на Пакистан 6 сентября. Азиз Ахмед, бывший министр иностранных дел Пакистана, позднее признал, что такое предупреждение действительно было получено от министерства иностранных дел. По словам Азиза данное предупреждение дошло до Исламабада только через 2 дня после начала войны. 23 октября 1977 года Миян Аршад Хуссейн, бывший министр иностранных дел Пакистана, потребовал судебного расследования событий приведших к войне 1965 года. Миян Хуссейн обратился к нации через заявление, сделанное в лахорском издании Times. 